# Dictadura

Índex de Democràcia de l'Economist Intelligence Unit, 2016. Els països que són més vermells són autoritaris, i més sovint dictadures. Les dictadures més actuals es troben a Àfrica i Àsia.

La dictadura (del llatí dictatura) és una forma de govern en la qual el poder es concentra entorn de la figura d'un sol individu (dictador), generalment a través de la consolidació d'un govern de facto, que es caracteritza per una absència de divisió de poders, una inclinació a exercitar arbitràriament el comandament en benefici de la minoria que la recolza, la inexistència de cap consentiment per part dels governats i la impossibilitat que a través d'un procediment institucionalitzat l'oposició arribi al poder.
Històricament, el terme dictadura també fa referència a la magistratura extraordinària de l'Antiga república romana, d'on deriva el seu origen. El senat romà en casos de guerra o estat d'emergència dotava un home de poders absoluts durant un període determinat sense que per això quedés derogada l'ordenació política i jurídica existent, d'aquesta manera, actualment, és freqüent que s'apel·li a una situació extraordinària per legitimar la durada, normalment vitalícia, d'una dictadura (guerra, confrontació, perill, crisi...). Igualment se sol enaltir el dictador com a algú sacrificat capaç de lliurar la seva pròpia vida pel seu poble, i sovint se l'envolta d'una certa sobrenaturalitat de caràcter militar i religiosa; i especialment en aquests casos es pretén la successió en un altre dictador. Segons les característiques que presenti pot una ser dictadura autoritària o totalitària.
En l'actualitat, algunes constitucions democràtiques com l'Alemanya de Weimar preveuen situacions excepcionals que la justifiquen, com a excepcions a la utilització del terme com a forma de govern contraposat a la democràcia. A l'extrem oposat, trobem dictadures encobertes sota formes de govern aparentment democràtiques mitjançant plebiscits, eufemismes i altres mitjans.

## Etimologia

### La dictadura romana
La dictadura romana era el govern extraordinari que conferia a una persona, el dictador, una autoritat suprema en els moments difícils, especialment en els casos de guerra; la dictadura va nàixer, pel que sembla a proposta de Tit Larci Flau, qui va ser a més el primer a exercir el càrrec. El dictador era nomenat per un dels cònsols en virtut d'una ordre del Senat romà que tenia la potestat de determinar quan era necessari el nomenament i qui havia d'ocupar el càrrec. Al principi, només els patricis podien ser nomenats dictadors, però l'any 356 aC se'ls va reconèixer aquest mateix dret als plebeus.
El magistrat suprem rebia els noms de "dictador" i "senador del poble" (dictator, magister populi) i exercia la seva autoritat per espai de sis mesos com a màxim, període en què quedaven en suspens tots els procediments ordinaris, els magistrats, fins i tot els tribuns de la plebs s'abstenien a l'exercici de la seva jurisdicció. Ningú no podia criticar, censurar ni discutir les ordres del dictador. Per demostrar el seu superior magisteri, el dictador anava precedit de 24 líctors, davant els 12 que acompanyaven als cònsols.
De la traducció del títol de "magister populi" com a capità d'infanteria, per analogia amb el magister equitum que el dictador nomenava com el seu lloctinent per capitanejar la cavalleria, sembla inferir-se que al principi el càrrec estava destinat a fer front a crisis militars que difícilment no podien abordar-se amb el comandament conjunt dels dos cònsols anuals. No obstant això, posteriorment afirmen tant Ciceró com Claudi que la repressió de revoltes civils també va poder ser una de les causes per les quals es va instituir la dictadura, i encara que aquesta no fos en el seu origen, va arribar a ser funció del càrrec com testifica, per exemple, el nomenament d'un dictador durant les revoltes causades per les lleis Licínies (367 aC). També sembla que es van nomenar dictadors per a assumptes menors amb ocasió, per exemple, de la celebració de jocs o festivals o l'organització de les eleccions al senat.
Encara que al llarg del temps les atribucions del dictador es van anar ampliant, entre elles es trobaven el fer la pau i la guerra i condemnar a mort sense possibilitat d'apel·lació. No podia, tanmateix, disposar del Tresor Públic sense l'autorització prèvia del poble, ni abandonar Itàlia, i estava obligat a retre comptes dels seus actes tan aviat acabava a l'exercici de la seva autoritat. A més, durant el seu mandat es trobava sota la vigilància dels tribuns de la plebs que conservava tota la seva autoritat i que, es pot esperar, s'ocuparien amb cura i escrupolositat en la tasca de posar vedat a l'ambició i prepotència dels tribuns, especialment quan un d'ells concentrés a les seves mans tots els poders.
Ja que la dictadura representava l'autoritat suprema de Roma, era el mecanisme natural mitjançant el qual es podien fundar les monarquies. Amb l'ostensible propòsit d'evitar-ho, Marc Antoni va promulgar una llei abolint aquesta forma de govern.

## Naturalesa
Les manifestacions del poder es troben en el regne animal. És conegut que molts animals orinen a certes àrees per demarcar el seu territori i d'altres, com les rates, que orinen sobre els cossos de les seves parelles, possiblement, com un senyal que indiqui que és part de la seva propietat. Els processos de submissió es manifesten per mitjà de convencions hereditàries i, en la disputa pel poder, en moltes rares ocasions, s'arriba a l'agressió real. Sovint - plantegen Carl Sagan i Ann Druyan - es pot observar en el comportament de l'animal una ambivalència, una tensió entre inhibició i desinhibició del mecanisme agressiu. L'agressivitat, com una de les manifestacions del poder en els humans i en els animals, la naturalesa la utilitza com una estratègia de supervivència:
En les accions de la naturalesa - segons Marc Aureli -, no es troben efectes negatius." Els animals no són agressius perquè són salvatges, bèsties o malvades, ja que aquestes paraules no ho argumenten-, sinó perquè aquest comportament proporciona aliment i defensa contra els depredadors, perquè espaia la població i evita l'amuntegament i perquè té un valor d'adaptació. L'agressió és una estratègia de supervivència que ha evolucionat per servir a la vida. Coexisteix, especialment en els primats, amb la compassió, l'altruisme, l'heroisme i el tendre i sacrificat amor cap a les cries. També aquestes són estratègies de supervivència. L'agressió és un element profund de l'ésser humà. El procés evolutiu ha actuat per aconseguir el nivell d'agressió correcte -ni massa, ni massa poc- amb els inhibidors i desinhibidors adequats. Es procedeix a una barreja turbulenta d'inclinacions contradictòries.
La geometria més observada d'una jerarquia de dominació, tant en els animals com en els humans, és la lineal o en línia recta. Les jerarquies lineals són més visibles en les grans corporacions. En els animals, aquest tipus de jerarquia es pot observar amb més facilitat entre l'aviram i en alguns animals, com els mamífers com a part important de la vida social masculina. En els grups humans i animals està present aquest tipus relació: el gerent delega en els gerents mitjans, aquests en els caps de divisions i així successivament. Igual succeeix amb els animals: hi ha uns que manen, són els animals alfa i uns altres que obeeixen, que estan més a baix i que no tenen a qui manar, són els omega. És difícil observar que un mascle comenci sent un alfa, sinó que ha de guanyar-se l'ascens a través de la conducta de dominació. Els animals i els humans que formen part d'una jerarquia lineal saben dominar als quals estan en inferioritat i sotmetre's als quals estan a dalt. En ells coexisteixen dues forces oposades: la tendència a la dominació i la tendència a la submissió. En alguns animals, la femella pot saber qui és el mascle sense conèixer, anàlogament sense preguntar gens sobre la seva educació, família, perspectives financeres o les seves bones intencions, algunes les femelles desitgen el mascle dominant. Existeix literalment una química entre els hàmsters: l'olor del poder. Els mascles dominants emanen un cert efluvi, una feromona que no tenen els mascles subordinats... L'ex-secretari d'Estat dels Estats Units, Henry Kissinger, explicava l'atracció que una bella actriu sentia per ell dient: "El poder és el major afrodisíac".
Per a alguns pensadors, el poder en si mateix no és bo ni dolent, depèn de l'ús que se'n faci. Per Nietzsche, per exemple, el poder és bo en si mateix.

## Tipus
La línia entre règims dictadors i no dictatorials és molt fina. Determinades actituds en democràcies assentades fan dubtar que és exactament una democràcia i què és una dictadura. No obstant això, a trets generals, les dictadures totalitàries es caracteritzen per la concentració de poder en una sola persona o en un grup reduït, compacte i, gairebé sempre, monolític. Aquests grups atribueixen la interpretació exclusiva de la voluntat del poble o nació. Aquesta concentració es converteix en culte a la personalitat del dirigent màxim, amb dimensions gairebé religioses.
Una altra característica de les dictadures totalitàries és que justifiquen la seva actuació política mitjançant el recurs a una doctrina global, que pretén influir sobre totes les expressions de l'existència humana: des de l'econòmica i familiar a la cultural i religiosa. En les dictadures és comuna l'ús del terror per eliminar qualsevol forma de dissidència o oposició. Els casos més extrems en aquest punt són els camps d'extermini nazis, els gulags soviètics durant l'estalinisme i les execucions massives de Cambodja durant el govern dels Khmers rojos.
Les dictadures autoritàries exhibeixen trets semblants als anteriors, però amb menor grau d'intensitat. Així, el poder està concentrat en una coalició (militars, empresaris, religiosos, etc.) i es legitima mitjançant la invocació de grans principis, com la pàtria, l'ordre, la justícia, etc. sense proclamar una ideologia de caràcter global (el franquisme és un bon exemple d'això). Finalment, recorren a la repressió amb elements arbitraris i discontinus sense arribar a l'extermini total dels règims totalitaris. En aquest sentit, el franquisme va començar amb elements totalitaris per acabar sent més aviat autoritari.
Josep Maria Vallès en la seva obra principal, Ciencia Política: una introducción, divideix les dictadures contemporànies centrant-se en les de l'Antiguitat, Edat mitjana i Edat Moderna, clarament dèspotes, en diversos tipus segons qui exerceix el poder i segons si és conservadora l'statu quo socioeconòmic o és transformador. En definitiva, entre dictadures més conservadores i d'altres, no progressistes, però sí transformadores de la societat.
Entre les dictadures controlades per clans familiars i grans terratinents Vallès destaca les monarquies absolutes que encara existeixen al món, com Aràbia Saudita o la Unió dels Emirats Àrabs. Dins d'aquest grup també estarien les grans oligarquies que tenien els seus dominis en repúbliques centreamericanes com El Salvador o Guatemala fins a finals dels 90. Totes elles eren i són conservadores.
Entre les dictadures militars destaquen, com a conservadores del statu quo, Argentina (1976-1983), Myanmar (que segueix sent una dictadura), Indonèsia (1965-1998), Xile amb Pinochet (1973-1988), etc. entre les dictadures militars però transformadores de la societat destaca Turquia (1920-1960), amb Kemal Atatürk, considerat a Turquia el pare de la pàtria moderna; Corea del Sud (1970-1990, es va organitzar els Jocs Olímpics d'Estiu de 1988 sent encara dictadura, encara que hi ha hagut també els de Moscou 80, Pequín 2008 o Berlín en el 1936), Líbia amb Gaddafi (1977-2011), etc.
D'altra banda, hi ha dictadures que van ser (i són) barreges entre un aparell burocràtic i el militar. Aquí s'enclavarien (entre les conservadores) Espanya amb Franco (1939-1975), Portugal amb Salazar i Caetano (1926-1974) i Taiwan sota el Guomindang (1950-1990). Les dictadures burocràtic-militars transformadores de la societat són, actualment, Xina, Cuba, el Vietnam i Síria (aquesta última en dificultats) i també s'inclou l'Iraq amb Hussein (1968-2003).
Un altre tipus de dictadures segons qui les controli és la civil-burocràtica mitjançant un partit únic dominant. Aquest model és dels més coneguts. Actualment destaquen, com a conservadores, l'Azerbaidjan, Belarús, Kazakhstan i Guinea Equatorial. Entre les dictadures civils però transformadores del statu quo socioeconòmic destaquen Mèxic (1929-2000) sota domini absolut del PRI, la Unió Soviètica (1917-1991) sota domini del PCUS i tots els satèl·lits a Europa de l'est, Corea del Nord actualment, etc.
Finalment, destaquen les dictadures clericals-religioses. En aquest grup s'inclou com a conservadores el Tibet fins al 1950, quan va ser absorbit per la Xina enviant a l'exili al Dalai Lama; i a l'Afganistan sota els talibans (1996-2001). Com a transformadores destaca Iran, que continua actualment com a República Islàmica.

## Diferències entre models dictatorials
Existeix certa confusió entre la conceptualització autoritarista, totalitarista i feixista, típiques dels règims dictatorials. Si bé ambdós conceptes estan summament interrelacionats, guarden suficient independència semàntica entre si. Tanmateix, al llarg d'un període un govern pot i sol prendre mesures pròpies dels tres, i fins i tot evolucionar i configurar-se d'una forma a una altra pel que determinar estrictament les diferències per a un cas concret pot resultar summament complicat.

### Dictadures autoritària i totalitària
El terme autoritarisme es consolida com a oposat a totalitarisme (que és el que reivindicava per a si el feixisme), en les anàlisis posteriors al període d'entreguerres, sobretot el de Juan José Linz. La dictadura autoritària es diferencia de la dictadura totalitària perquè l'autoritària:
- No té una ideologia tan elaborada, l'exalçament del líder es fa de forma merament propagandística.
- No busca el suport de les masses, només sotmetre-les.
- La seva meta última no és realitzar grans canvis en la societat sinó únicament imposar el seu poder sobre aquesta.

El totalitarisme es diferencia de l'autoritarisme en el grau d'intensitat en la qual es manifesten alguns dels seus elements comuns:
- Concentració de poder en una sola persona o grup molt reduït, usualment un partit polític o moviment, que pot fins i tot conduir al culte a la personalitat del líder.
- Justificació de l'actuació política mitjançant una doctrina global que es manifesta en totes les esferes de l'actuació humana: economia, cultura, família, religió.
- Ús sistemàtic del terror, per mitjà d'una policia secreta per eliminar la dissidència o oposició.
- Ús dels camps de concentració per aïllar l'oposició i enemics del règim.
- Mentre l'autoritarisme busca apaivagar els dissidents i evitar les seves expressions en públic, el totalitarisme en canvi buscar no sol apaivagar sinó també extirpar les formes de pensament oposades, mitjançant l'adoctrinament i la remodelació de les mentalitats.

L'element essencial que comparteixen les dictadures totalitàries és la voluntat de convertir la política estatal en un mecanisme per controlar totes les esferes de l'activitat humana i ocupar tot l'espai social.

### Dictadura feixista
El règim feixista es correspon a alguns règims polítics dictatorials, ja fossin totalitaris o autoritaris de l'Europa d'entreguerres i a pràcticament tots els que es van imposar per les potències de l'Eix durant la seva ocupació del continent durant la Segona Guerra Mundial. D'una manera destacada i en primer lloc, a la Itàlia de Benito Mussolini (1922) que inaugura el model i encunya el terme; seguida per l'Alemanya d'Adolf Hitler (1933) que el porta a les seves últimes conseqüències; i tancant el cicle, l'Espanya de Francisco Franco que es prolonga molt més temps i evoluciona anés del període (des de 1936 fins a 1975). Les diferències de plantejaments ideològics i trajectòries històriques entre cada un d'aquests règims són notables.

## Història

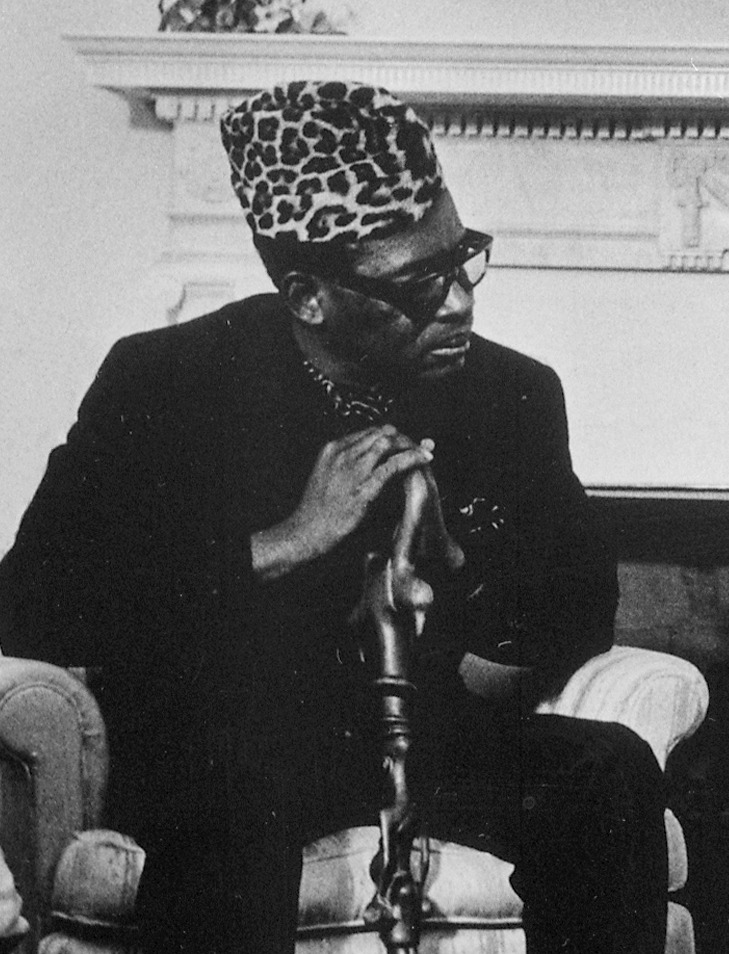
Mobutu Sese Seko, dictador de llarga duració al Zaire, es va apropiar de més $5 bilions del seu país.

Com a cas clàssic d'un corrupte, el dictador explotador que s'ha donat sovint és el règim de Mobutu Sese Seko, que va governar el Zaire de 1965 a 1997. Un altre cas típic és a les Filipines sota el regnat de Ferdinand Marcos. És conegut per haver robat uns US$5–10 bilions.
Més de $ 400 bilions van ser robats del tresor per líders de Nigèria entre 1960 i 1999.
Les dictadures són exercides habitualment (encara que no sempre) per militars (durant el segle xx hi ha molts exemples d'això: Adolf Hitler a Alemanya durant l'auge del nacionalsocialisme, Benito Mussolini a Itàlia, Francisco Franco a Espanya, així com els innombrables exemples que es poden trobar a Llatinoamèrica, Àfrica i Àsia durant la segona meitat del segle xx).
Hi ha un tipus de dictadura que va ser anomenat per Marx com a dictadura del proletariat, que pot definir-se com una forma de govern instituïda pel proletariat una vegada que s'acaba amb el règim capitalista i s'accedeix a tots els nivells del poder estatal; té per objecte consolidar la revolució socialista i impedir la restauració de la classe burgesa en el poder. La dictadura del proletariat és considerada com una etapa transitòria que donarà pas a un de tot el poble, que és el primer pas per aconseguir una societat comunista.
A Colòmbia, al contrari del que ha succeït en la majoria de països d'Amèrica Llatina, que s'han vist sotmesos a repetides dictadures; tan sols es va donar un cas, que va ser el del cop militar de Gustavo Rojas Pinilla, dut a terme l'any 1953. Un cop en el poder, el general Rojas Pinilla va tancar el Congrés, despullant a Colòmbia de les seves característiques constitucionals i democràtiques. Aquesta dictadura va durar poc, perquè quatre anys després, en 1957, el general Rojas va cedir el seu càrrec a la Junta militar, els qui després donarien pas al Frente Nacional.

## La dictadura en l'actualitat

### Obtenció del poder
El dictador pot arribar al poder després d'un cop d'estat efectuat per una coalició cívic-militar o per les forces armades. D'aquesta forma es crea una dictadura, sostinguda gràcies al poder de l'aparell militar.
Els dictadors també poden arribar al poder sent elegits en votacions populars, designats per un partit únic o jerarquia dominant de qualsevol signe, o heretar el poder després de la mort del parent que l'ostentava. Guarda connexió amb els totalitarismes a través de la implantació d'un sistema de legitimació del poder mitjançant un sistema polític de força i jerarquia; i mitjançant la ideologia del moviment o partit.

### Dictadura constitucional
La dictadura constitucional és la forma de govern en la qual, encara que aparentment es respecta la Constitució, en realitat el poder es concentra de manera absoluta a les mans d'un dictador (i de vegades, a les mans dels seus còmplices), controlant aquest, directament o indirectament, els poders legislatiu, executiu i judicial. El mecanisme mitjançant el qual es manté l'aparent respecte a la Constitució es denomina frau constitucional: un exemple és el frau electoral.

## Repressió
Els règims dictatorials han utilitzat mètodes il·legítims orientats a induir la por o terror en la població civil per aconseguir els seus objectius o fomentar comportaments que no es produirien per si mateixos. Aquestes actuacions es justifiquen per raó d'Estat.
S'ha considerat que el terrorisme d'Estat adquireix una o diverses de les formes següents:
1. Ús de la coacció o persecució il·legítima, el segrest, desaparicions forçoses, la tortura, l'assassinat o execució extrajudicial.[32][33][34]
2. Creació, normalment en secret, d'organitzacions terroristes clandestines convencionals -reals o simulades-, suport a les mateixes o negligència deliberada en la seva persecució. Aquestes organitzacions es presenten com a extremistes de les forces opositores, la qual cosa atorga justificació als seus promotors enfront de l'opinió pública.[35][36]
3. Instrucció o inducció a la tropa pròpia perquè actuï de tal manera que causi terror en la població civil de l'enemic, o negativa a introduir mesures que limitin o persegueixin tals accions. L'Escola de les Amèriques (escola de l'Exèrcit dels EUA) ha estat criticada perquè en aquesta institució es van entrenar nombrosos militars llatinoamericans, incloent entre ells a posteriors membres o organitzadors d'esquadrons de la mort.[37]
4. Realització oberta d'operacions militars amb el mateix objectiu, que se solen denominar "encaminades a trencar la moral de l'enemic", normalment mitjançant l'ús d'armes estratègiques o un altre armament que les seves característiques produeixin un greu estat d'inseguretat i temor en la població civil. Actualment, aquestes operacions s'emmascaren amb freqüència adduint que es tracta de danys col·laterals, d'atacs realitzats contra objectius militars legítims, la rellevància dels quals, no obstant això, resulta ser insignificant en comparació del dany o paüra soferta per la població.[38][39]
5. Creació d'una política d'emigració que impedeixi a la mateixa població abandonar el país, sota pena de presó o mort, o bé promocionar l'exili de persones desafectes i crítiques amb el govern.[40][41]

En l'àmbit de la filosofia política existeix polèmica pel que fa al que constitueix actes de terrorisme d'Estat o no. Per exemple, s'ha argumentat que els bombardejos sistemàtics "de catifa" sobre ciutats alemanyes i japoneses durant la Segona Guerra Mundial per part de l'aviació britànica i nord-americana, igual que els bombardejos alemanys contra Londres i altres ciutats, podrien cabre dins de la definició de terrorisme d'Estat, però no solen ser considerats així.
També s'ha arribat a considerar que les organitzacions secretes finançades per l'estat i sense control democràtic dels ciutadans, entre elles la CIA, el KGB, el Mossad, el SECED i el CESID a Espanya, l'MI5 i MI6 d'Anglaterra, el Servicio de Inteligencia Nacional del Perú, el DGSE de França, el BND d'Alemanya, el SIS de Portugal, el AISI d'Itàlia i entre d'altres, han participat o participen de sabotatges, assassinats extrajudicials, atemptats i fins i tot en el finançament i entrenament de grups que es disposen a realitzar aquestes activitats. S'ha argumentat que aquest va ser el tipus de suport que se li va prestar durant la guerra soviètica a l'Afganistan a grups islàmics (incloent a personalitats com Osama bin Laden) i als Contras nicaragüencs. Segons aquest raonament, molts dels organismes i agències d'intel·ligència serien, doncs, organitzacions terroristes dirigides pel respectiu estat.

## Censura
És comú veure en els mitjans de comunicació gairebé tots els dies notícies que fan referència a la censura i a la manipulació mediàtica de la informació. Es va crear un centre per controlar la informació a Veneçuela, el Centre d'Estudi Situacional de la Nació, un organisme encarregat de "recopilar, processar i analitzar" informació "d'interès nacional". En aquest cas està en discussió el tòpic de la censura. En una dictadura no és possible plantejar, si més no, algun comentari o opinió respecte a aquestes discussions.
S'utilitzen termes com la distorsió informativa, manipulació, alteració monopolística de la informació, en comptes de deixar pas a la paraula "censura" per a cada episodi de retallada de la realitat o selecció de la notícia dels diferents mitjans (tota retallada de la realitat és intencionat, conscientment o no, des del camarògraf que dirigeix la seva lent cap a un costat i li dona l'esquena a un altre, passant pel periodista que fa una pregunta determinada, el compaginador que tria editar i seleccionar unes imatges i respostes, i el mitjà que tria publicar o no el resultat de tot l'anterior). Sense deixar de reconèixer que els mitjans de comunicació i els governs de tots els països democràtics intenten cadascun a la seva manera i amb els seus recursos i ètica relativa, manipular d'alguna manera la informació. I en aquest sentit, el de prohibir, amputar, cremar llibres, fomentar l'autocensura com a única manera de supervivència i perseguir fins a la tortura i la mort, la censura és només practicable en règims dictatorials.

## Països amb antics governs dictatorials
- Alemanya - Adolf Hitler (1933-1945)
- Argentina - Jorge Videla (1976-1981)
- Algèria - Houari Boumédienne (1965-1978)
- Brasil - Getúlio Vargas (1930-1946), Règim militar (1964-1985)
- Bangladesh - Khandakar Mushtaq (1975-1983), Hossain Mohammad Ershad (1983-1990)
- Bolívia - Hugo Banzer (1981-1978), Pereda (1978-1980)
- Cuba - Fulgencio Batista (1952-1959, Fidel Castro Ruz (1959-2006)
- Espanya - Miguel Primo de Rivera (1923-1930), Francisco Franco Bahamonde (1939-1975)
- Filipines - Emilio Aguinaldo (1899-1901), Ferdinand Marcos (1965-1986)
- França - Lluís XIII amb el cardenal Richelieu, Napoleó Bonaparte (1799-1814)
- Grècia - Metaxàs (1936-1941)
- Guatemala - Manuel Estrada Cabrera (1898-1920)
- Haití - Duvalier (1957-1986)
- Itàlia - Benito Mussolini (1922-1943)
- Mèxic - Antonio López de Santa Anna
- Nepal - Família Rana (1846-1951)
- Nicaragua - Anastasio Somoza (1936-1979)
- Panamà - Omar Torrijos (1968-1989)
- Paraguai - José Gaspar Rodríguez de Francia (1814-1840, Solano López, Alfredo Stroessner (1954-1989)
- Portugal - Antonio de Oliveira Salazar (1926-1974)
- República Dominicana - Rafael Leónidas Trujillo (1930-1961)
- República Centreafricana - André Kolingba (1981-1985)
- Romania - Nicolae Ceaucescu (1967-1989)
- Uganda - Bazilio Olara-Okello (1985-1986)
- Unió Soviètica - Lenin, Stalin (1922-1953) entre altres
- Uruguai - Gregorio Conrado Álvarez (1972-1985)
- Veneçuela - Julián Castro (1858-1859), José Antonio Páez (1861-1863), Juan Crisóstomo Falcón (1863-1865), José Ruperto Monagas (1869-1870), Antonio Guzmán Blanco (1870-1877), Joaquín Sinforiano de Jesús Crespo (1892-1898), Cipriano Castro Ruíz (1899-1908), Juan Vicente Gómez 1908-1935), (Carlos Delgado Chalbaud 1948-1950), (Marcos Pérez Giménez 1952-1958), (Wolfgang Larrazábal (1958-1959), Pedro Carmona (2002)
- Xile - Augusto Pinochet Ugarte (1974-1990)
- Zàmbia - Kenneth Kaunda (1964-1991)

## Dictadures actuals
- Corea del Nord (Kim Jong-un des de 2012).
- Cuba amb Miguel Díaz-Canel des de 2018
- Guinea Equatorial on Teodoro Obiang Nguema va aconseguir el poder derrocant en Francisco Macías Nguema, des de 1979.
- República Popular de la Xina amb Xi Jinping des de 2013 .
- Tailàndia, sota dictadura militar des de 2014.